# Conchopus pudicus
Conchopus pudicus är en tvåvingeart som beskrevs av Sadao Takagi 1965. Conchopus pudicus ingår i släktet Conchopus och familjen styltflugor. Inga underarter finns listade i Catalogue of Life.